# Gabriel Chaborschi
Gabriel Chaborschi (n. 30 august 1924, Târgu Cărbunești, județul Gorj – d. 24 mai 1990, Râmnicu Vâlcea) a fost un muzician român de origine poloneză, dirijor, compozitor, folclorist și profesor.

## Educație
A urmat școala primară și liceul în Craiova. În această perioadă (1938-1944) a făcut parte din societatea corală și orchestra simfonică „Cântarea Olteniei”, dirijată de George Petrescu, George Pascu și Constantin Nina.

## Activitatea muzicală
O scurtă perioadă de timp a părăsit Craiova. În anul 1946, a înființat fanfara și orchestra de teatru a Fabricii de postav Buhuși și corul tineretului din Piatra Neamț.
A revenit în Craiova în anul 1948, ca profesor de muzică la Liceul „Frații Buzești” și apoi la Școala Normală, azi Universitatea din Craiova (Facultatea de mecanică). În anul 1954 a trecut la Școala de Arte din Craiova, implicându-se ca îndrumător muzical în Craiova, Bechet și Novaci. Între anii 1955 – 1958 a fost directorul "Casei Creației Populare" din Craiova.
Când a fost numit instructor metodist la Casa de Cultură din Râmnicu Vâlcea, a înființat orchestra simfonică și a condus corul Căminului Cultural din comuna Păușești-Măglași.
În 1971 a înființat fanfara Clubului Elevilor din Râmnicu Vâlcea (în prezent Palatul Copiilor). A înființat fanfara elevilor de la Liceul pedagogic (1973), cu sprijinul Fanfarei Garnizoanei Râmnicu Vâlcea, împreună cu Constantin Nechez, profesorul Constantin Andrei și profesorul Gheorghe Șoană.
A lucrat la Centrul Județean de Conservare și Valorificare a Tradiției și Creației Populare Vâlcea ca dirijor. A fost un pasionat culegător de folclor muzical, ocupându-se de cântecul popular. A fost profesor de muzică la Colegiul „Alexandru Lahovari” (1960-1969) și la Școala nr.5.
Pe lângă faptul că a creat mai multe coruri și fanfare, Gabriel Chaborschi a fost și compozitor, realizând lucrări corale mixte, prelucrări folclorice, coruri bărbătești și orchestrații.

## Titluri și medalii
- Medalia Muncii, clasa a II-a
- Meritul Cultural, clasa a III-a.

## Recunoaștere
În anul 1995 a fost înființată, la Râmnicu Vâlcea, Fanfara elevilor „Gabriel Chaborschi” de la Palatul Copiilor.
A fost membru în Asociația folcloriștilor vâlceni.

## Legături externe
- Fanfara „Gabriel Chaborschi”, scurt istoric, partea 1, partea 2, partea 3 - YouTube